# W. G. Sebald
Winfried Georg Maximilian Sebald, (Wertach, distrito de Oberallgäu, 18 de maio de 1944 - Norfolk, 14 de dezembro de 2001), mais conhecido como W. G. Sebald ou (como ele preferia ser chamado) Max Sebald foi um escritor e acadêmico alemão. 

## Biografia
Nascido "sob o signo de Saturno", como escreveu em um poema  Sebald nasceu em Wertach, um pequeno povoado da Baviera próximo da fronteira com a Áustria e a Suíça. Foi o segundo dos três filhos do casal Rosa e Georg Sebald. Seu pai havia se alistado na Reichswehr (Forças de Defesa Alemãs) em 1929 e alcançou o posto de capitão na Wehrmacht nazista. Sebald só foi conhecê-lo em fevereiro de 1947, quando ele retornou para casa depois de um tempo como prisioneiro de guerra na França.  Enquanto o seu pai seria uma figura distante na vida do escritor, ele conviveu muito tempo com seu avô materno, o policial Josef Egelhofer, que passa a ele o gosto pela natureza e pelas caminhadas, até a sua morte em 1956. 
Em uma entrevista, Sebald contou que enquanto estudava na escola em Oberstdorf, ele assistiu a um documentário sobre a libertação do campo de concentração de Bergen-Belsen, sem que houvesse qualquer explicação ou comentário sobre as imagens que havia assistido.  Em casa, falar sobre o tema da guerra, a experiência dos bombardeios, os campos de concentração, a Alemanha antes da guerra, tudo isso era tabu.
No início dos anos 1960, Sebald estudou literatura alemã e inglesa, primeiro em Freiburg (Alemanha) e depois em Fribourg (Suíça), onde se graduou em 1965. Foi Leitor na Universidade de Manchester, na Inglaterra, de 1966 até 1969, período em que termina seu mestrado. Em 1970, transferiu-se para a Universidade de East Anglia, em Norwich, Inglaterra, onde obteve seu PhD em 1973, com a tese "The Revival of Myth: A Study of Alfred Döblin's Novels". Na mesma universidade, foi professor de Literatura Europeia e Escrita Criativa.
Em 2001, o escritor faleceu aos 57 anos de idade em consequência de um acidente de carro.  Está enterrado no St Andrew’s Churchyard, em Framingham Earl, Norfolk, na Inglaterra. 

## Obras
As obras de Sebald estão preocupadas particularmente com os temas da memória e da perda de memória (seja tanto pessoal quanto coletiva) e da decadência (de civilizações, de tradições ou de objetos físicos). Suas obras são tentativas de se reconciliar e de lidar em termos literários com o trauma da Segunda Guerra Mundial e seu efeito sobre o povo alemão. Por exemplo, Em On the Natural History of Destruction (1999), ele escreveu um ensaio sobre o bombardeio de cidades alemãs durante a guerra e a ausência na literatura alemã de qualquer resposta real ao impacto causado pela extrema destruição.  
Ao contrário do establishment político e intelectual da Alemanha, Sebald negou a singularidade do Holocausto: "Vejo a catástrofe causada pelos alemães, por mais terrível que tenha sido, de forma alguma como um evento singular - ela se desenvolveu com uma certa lógica da história europeia e então, pela mesma razão, se corroeu na história europeia." Consequentemente, Sebald, em sua obra literária, sempre tentou situar e contextualizar o Holocausto dentro da história europeia moderna, evitando até mesmo o foco na Alemanha.

### Prosa
- 1990 Vertigens (Brasil e Portugal) (Schwindel. Gefühle)
- 1992 Os Emigrantes (Brasil e Portugal) (Die Augewanderteb)
- 1995 Os Anéis de Saturno : uma peregrinação inglesa (Brasil) uma romagem inglesa (Portugal) (Die Ringe des Saturn: Eine englische Wallfahrt)
- 2001 Austerlitz (Brasil e Portugal) (Austerlitz)

### Poesia
- 1988 Do Natural. Um poema elementar (Portugal) (Nach der Natur. Ein Elementargedicht)
- 2001 For Years Now
- 2003 Unerzählt, 33 Texte
- 2008 Über das Land und das Wasser. Ausgewählte Gedichte 1964-2001

### Ensaios
- 1969 Carl Sternheim: Kritiker und Opfer der Wilhelminischen Ära
- 1980 Der Mythus der Zerstörung im Werk Döblins
- 1985 A Descrição da Infelicidade (Portugal) (Die Beschreibung des Unglücks. Zur österreichischen Literatur von Stifter bis Handke)
- 1988 A radical stage: theatre in Germany in the 1970s and 1980s
- 1991 Pátria Apátrida (Portugal) Unheimliche Heimat. Essays zur österreichischen Literatur
- 1998 O Caminhante Solitário (Portugal) (Logis in einem Landhaus (Autorenportraits über Gottfried Keller, Johann Peter Hebel, Robert Walser u.a.)
- 1999 Guerra aérea e literatura: com uma ensaio sobre Alfred Andersch (Brasil) História natural da destruição: guerra aérea e literatura (Portugal) (Luftkrieg und Literatur: Mit einem Essay zu Alfred Andersch)
- 2003 Campo Santo (Brasil e Portugal) (Campo Santo)